# Wim van Helden (dj)
Wim van Helden (Dordrecht, 15 maart 1984) is een Nederlands radio-dj bij Qmusic.

## Loopbaan
Op 12-jarige leeftijd kreeg Van Helden zijn eerste radiobaantje bij de lokale omroep in Alblasserdam, naar aanleiding van een advertentie in een lokale krant. Later stapte hij over naar onder meer Barendrecht FM en City FM. In de periode dat hij voor de regionale commerciële zender City FM werkte, volgde hij logopedie om zijn Alblasserwaards accent af te leren, waarna hij solliciteerde bij Radio 538 en het nog te lanceren nieuwe radiostation Qmusic.
Bij de lancering van Qmusic op 1 september 2005 werd Van Helden primair verantwoordelijk voor de presentatie van het middagprogramma op werkdagen, en fungeerde hij als invaller voor het ochtendprogramma met Jeroen van Inkel of Gijs Staverman.
Tussen 2010 en 2014 werd Van Helden verplaatst naar de weekendprogrammering, waar hij achtereenvolgens het ochtendprogramma Wim=Wakker en het middagprogramma WeekendWim presenteerde. Vanaf 2014 was Van Helden weer op werkdagen te horen.
Naast zijn presentatiewerk schrijft hij recensies over nieuwe muziek, draait hij op evenementen en spreekt hij reclameboodschappen in.

## Privé
Van Helden heeft een vriendin en meerdere kinderen. Door privé-omstandigheden zette Van Helden zijn werk in 2023 en 2024 op een laag pitje.